# 東方喙蝶
東方喙蝶（學名：Libythea lepita），又名喙蝶、天狗蝶、長鬚蝶、朴喙蝶。

## 描述
本種雌雄外型差異不大。體型中等，體背暗褐，腹部淺褐。
雄蝶頭部褐色，觸角黑褐，基部具白色點列，末端略膨大。口器與下唇鬚褐色混灰色鱗，下唇鬚前伸，末端細長呈錐狀。胸背褐色，腹面灰色。足部褐灰相間，前足跗節癒合並被毛。腹背褐色，腹面灰色。
前翅長21-26 mm，近三角形，翅頂突起如斧；後翅鏟形，前緣隆起，外緣鋸齒狀，後緣平直。翅背面為黑褐色，前翅中室有橙色條紋、中央橙色斑，近前緣兩枚白斑，翅端兩點：一白一橘。後翅具橙色橫帶。翅腹面為斑駁的淡褐色，深淺色塊交錯，有時帶模糊白紋，前翅斑紋與背面相似，後翅紋路多變。緣毛褐色。
雌蝶與雄蝶形態相近，但翅腹面顏色較均勻，前足跗節可見分節、有爪且無毛。

## 分佈
分布於印度北部、巴基斯坦、朝鮮半島、日本、中國大陸至臺灣。  
臺灣普遍分佈於本島低至中海拔地區。

## 棲地
主要棲息於常綠闊葉林，一年繁殖多代。成蝶飛行靈活，喜吸食腐果、糞便及汗液，受擾時幼蟲會垂絲懸落，冬季則以成蟲態過冬。幼蟲以大麻科的朴樹、石朴及沙楠子樹的新芽與嫩葉為食。